# Riksväg 47
Riksväg 47 är en riksväg som går Trollhättan–Falköping–Jönköping–Vetlanda–Målilla–Oskarshamn. Längden är 331 km. 
Den är viktig inte bara för trafik Trollhättan–Jönköping utan också för trafik mot Oslo/norra Bohuslän/Uddevalla–östra Småland/Öland.

## Standard och planer
Vägen är vanlig landsväg genom Västergötland, med mestadels smala vägrenar. Det finns relativt goda omkörningsmöjligheter eftersom vägen går över slätten och är platt och ganska rak. Planskilda korsningar finns mellan Jönköping och Mullsjö, bland annat vid anslutningarna till riksväg 40 och länsväg 195, samt där vägen ansluter till E20.
På sträckan Mullsjö-Månseryd (vid anslutningen till länsväg 195) har vägen motortrafikledstandard med mitträcke och omväxlande 1, 2 eller 3 körfält i varje riktning, planskilda trafikplatser och förbud mot gående, cykel och långsamtgående trafik, men inte skyltad motortrafikled. Från Månseryd är det mötesseparerad 2+1-väg till anslutningen till riksväg 40 vid Hedenstorp där det sedan är mötesseparerad 3+2-väg till motorvägen börjar vid Haga i västra delen av Jönköping.
I Småland varierar standarden betydligt mer. Mellan Jönköping och Nässjö är vägen 2+1-väg och mestadels korsningsfri med hastigheten 100 km/h nästan hela sträckan. Mellan Vetlanda och Målilla pågår[när?] breddningsarbeten; avsikten är att vägen skall vara minst 8 meter bred mellan dessa orter jämfört med 6,5 meters vägbredd som varit hittills.

## Historia

### Nummerhistoria
Före 1962 var sträckan Grästorp–Falköping–Jönköping länsväg 186, Jönköping–Vetlanda länsväg 120, Vetlanda–Målilla länsväg 123, Målilla–Berga länsväg 121 och Berga–Oskarshamn länsväg 122.
Mellan 1962 och 1985 var sträckan Grästorp-Falköping länsväg 186, och Lidköping–Falköping–Jönköping riksväg 47. Efter 1985 blev sträckan Grästorp–Falköping–Jönköping riksväg 47, medan Lidköping-Falköping blev länsväg 184.
Mellan 1962 och november 2007 var sträckan Jönköping-Vetlanda del av riksväg 31, sträckan Vetlanda-Målilla del av länsväg 127, sträckan Målilla-Bockara del av riksväg 34 och sträckan Bockara-Oskarshamn del av riksväg 23.
Vägen Jönköping-Vetlanda-Oskarshamn gjordes till riksväg november 2007 för att skapa en attraktivare förbindelse till Gotlandsfärjan.
Vintern 2024/2025 skyltades riksväg 47 om vid Grästorp så att vägen går i östra delarna av tätorten, på en upprustad och tidigare inte nummerskyltad väg, istället för rakt igenom tätorten. Riksväg 47 förlängdes då med drygt 4 km. 

### Bygghistoria
Vägen Grästorp–Falköping byggdes på slutet av 1960-talet. Vägen innan gick bitvis i samma sträckning men oftast parallellt och i en liten omväg genom samhället Stora Levene.
I Målilla gick vägen igenom bostadsområdet "Målilla Kyrkby" på "Vetlandavägen". Gatan hade en kyrka och ett stort antal bostäder på men hade för mycket trafik och behövdes byggas om. 2010 skedde byggstarten för Förbifart Målilla och den blev klar 1 år senare. Vägen gick runt bostadsområdet och området blev mycket säkrare.

## Galleri

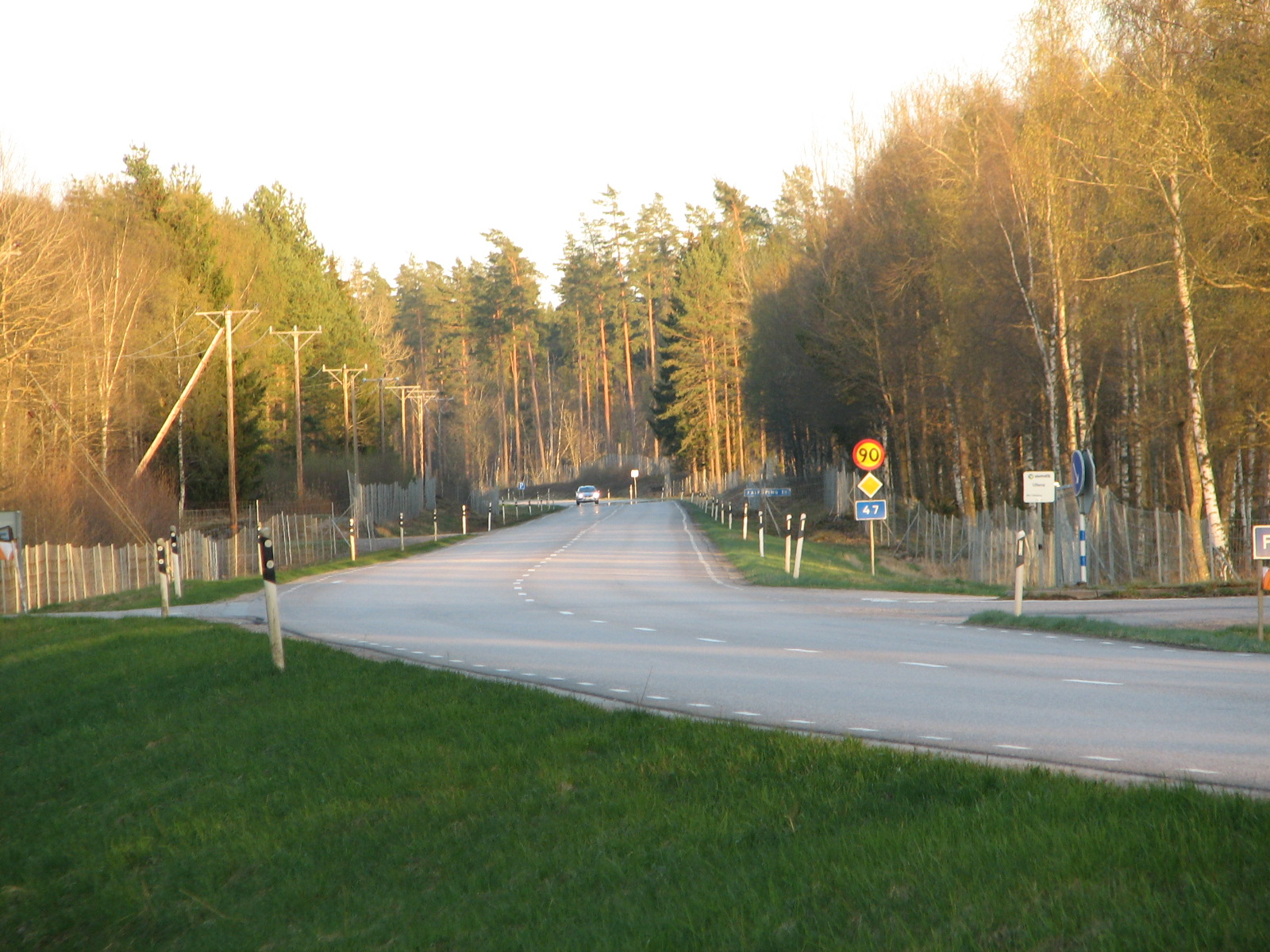
Riksväg 47 vid Ullene utanför Falköping. Denna standard håller riksvägen i stort sett hela dess längd.

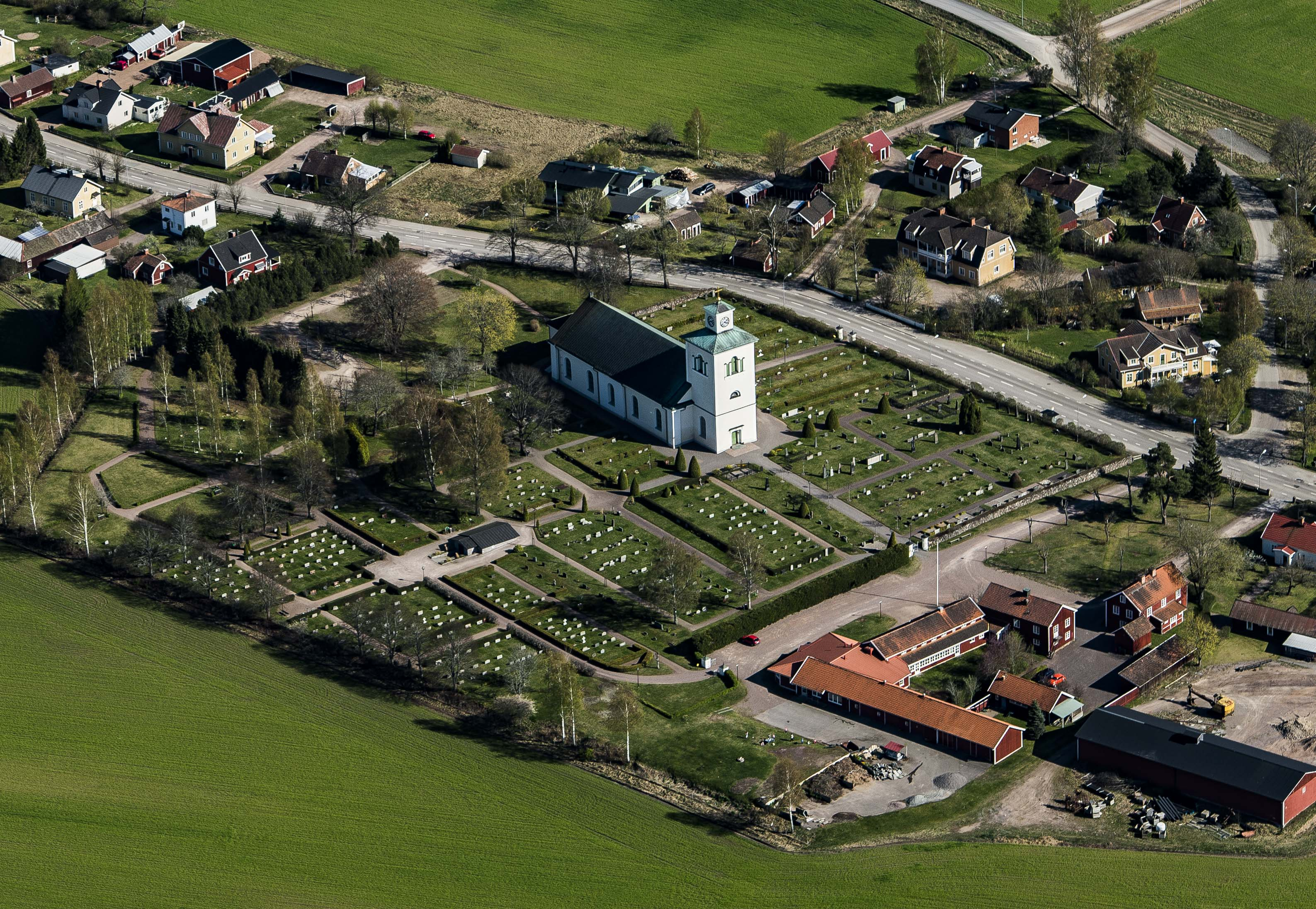
Gamla 47 (Vetlandavägen) förbi Målilla-Gårdveda kyrka.

## Trafikplatser, korsningar och anslutande vägar
|                                       | Nr     | Namn                      | Skyltning                                                 |
| ------------------------------------- | ------ | ------------------------- | --------------------------------------------------------- |
| Landsväg Grästorp-Falköping-Jönköping |        |                           |                                                           |
|                                       |        |                           | Uddevalla Mariestad                                       |
|                                       |        |                           | Mariestad (Rv 47 svänger)                                 |
|                                       |        | Grästorp                  | Vårgårda (Rv 47 svänger)                                  |
|                                       |        | nära Vara                 | Lidköping                                                 |
|                                       |        | nära Vara                 | Vara                                                      |
|                                       | Avfart | Trafikplats Åsen          | Göteborg, Stockholm                                       |
|                                       |        | Gökhems korsväg           | Vårgårda                                                  |
|                                       |        | Falköping                 | Ulricehamn                                                |
|                                       |        | Falköping                 | Skövde, Lidköping (Rv 47 svänger)                         |
|                                       |        |                           | Hjo                                                       |
|                                       |        |                           | Mariestad                                                 |
|                                       |        | Mullsjö                   | Bottnaryd                                                 |
|                                       |        | Trafikplats Bäckebo       | Västerkärr Perstorp (endast avfart från/påfart mot öster) |
|                                       |        | Trafikplats Risbro        | Habo Skirebo                                              |
|                                       |        | Trafikplats Månseryd      | Hjo (Rv 47 svänger)                                       |
|                                       |        | Trafikplats Hedenstorp    | Göteborg (Rv 47 svänger)                                  |
| Motorväg genom Jönköping              |        |                           |                                                           |
|                                       | 102    | Trafikplats Haga          | Haga                                                      |
|                                       | 95     | Trafikplats Ljungarum     | Helsingborg, Jönköping C                                  |
|                                       | 96     | Trafikplats Ryhov         | Ljungarum, Ryhov                                          |
|                                       | 97     | Trafikplats A6            | Jönköping C, Asecs                                        |
|                                       | 98     | Trafikplats Ekhagen       | Stockholm (Rv 47 svänger)                                 |
| Landsväg Jönköping-Oskarshamn         |        |                           |                                                           |
|                                       | -      | Trafikplats Jära gård     | Ekhagen                                                   |
|                                       | -      | Trafikplats Rogberga      | Rogberga                                                  |
|                                       | -      | Trafikplats Tenhult       | Tenhult Huskvarna                                         |
|                                       | -      | Trafikplats Öggestorp     | Öggestorp                                                 |
|                                       | -      | nära Forserum             | Forserum                                                  |
|                                       | -      | väster om Nässjö          | Äng                                                       |
|                                       | -      | Trafikplats Nässjö västra | Nässjö                                                    |
|                                       | -      | Trafikplats Nässjö norra  | Nässjö                                                    |
|                                       |        | Nässjö                    | (Rv 47 svänger)                                           |
|                                       |        | nära Gisshultasjön        | Västervik (Rv 47 svänger)                                 |
|                                       | -      | nära Stensjön             | Sävsjö Eksjö (ej korsningsfri)                            |
|                                       |        | nära Ekenässjön           | Eksjö Motala                                              |
|                                       |        | Ekenässjön                |                                                           |
|                                       |        | Vetlanda                  | Värnamo                                                   |
|                                       |        | Vetlanda                  | Karlskrona Kalmar                                         |
|                                       | Avfart | Vetlanda                  | Kalmar (ej korsningsfri)                                  |
|                                       |        | Sjunnen                   | Sjunnen Holsbybrunn Kleva Gruva                           |
|                                       |        | Ädelfors                  | Ädelfors Pauliström Ökna                                  |
|                                       |        | Tälläng                   | Skirö                                                     |
|                                       |        | Kvillsfors                | Pauliström Ökna                                           |
|                                       |        | Kvillsfors                |                                                           |
|                                       |        | Järnforsen                |                                                           |
|                                       |        | Järnforsen                | Virserum Järnforsen                                       |
|                                       |        | Järnforsen                | Karlstorp Pauliström Entsebo Mariannelund                 |
|                                       |        | Årena                     | Årena Lundens Naturreservat                               |
|                                       |        | nära Gårdveda             | till Åseda Växjö "(Rv 47 svänger)"                        |
|                                       |        | Målilla                   |                                                           |
|                                       |        | Målilla                   | Linköping (Rv 47 svänger)                                 |
|                                       |        | nära Bockara              | Kalmar Växjö (Rv 47 svänger)                              |
|                                       |        | Bockara                   |                                                           |
|                                       | Avfart | Trafikplats Svalliden     | Kalmar Norrköping                                         |